# Cleora prosema
Cleora prosema là một loài bướm đêm trong họ Geometridae.